# Szegvár
Szegvár (vyslovováno [segvár]) je velká obec v Maďarsku v župě Csongrád-Csanád, spadající pod okres Szentes. Nachází se asi 10 km jihozápadně od Szentese a asi 46 km severovýchodně od Segedína. V roce 2023 zde žilo 3 975 obyvatel, přičemž tento počet stále klesá (např. v roce 2013 zde žilo 4 506 obyvatel).
Szegvárem prochází vedlejší silnice 4521. Nachází se zde hrad Dóczy-vár, zámek Károlyi-kastély, římskokatolický kostel Narození Panny Marie, reformovaný kostel a větrný mlýn. Asi 4 km západně od obce protéká řeka Tisa, přímo Szegvárem protékají prostorově výrazné potoky Kurca a Kórogy-ér. Rovněž se zde nachází rybník Kórogy-tó.